# Светски дан заштите носорога
Светски дан заштите носорога се обележава сваког 1. маја са циљем подизања свести о угрожености ових животиња.

## Историјат
Одлука о обележавању Светског дана носорога 1. маја је донета средином 2011. године. Идеја је потекла од Лизе Џејн Кембел, која је са великим бројем организација које се баве заштитом животиња, допринела подизању свести о опасности ове животиње на светском нивоу. Претпоставке су да би носорози могли потпуно да нестану у року од десет година због великог броја ловаца у потрази за њиховим роговима.
Постоји пет врста носорога: бели, црни, индијски, суматрански и јавански носорог. Како се наводи, опстанак врсте не би требало да зависи од њеног рога који се сматра „статусним симболом”. Од трговине дивљим животињама годишње се заради између петнаест и двадесет милијарди долара, а број преосталих носорога се смањује. Тренутно су глобално остале само две женке белог носорога. У просеку, три носорога се убију сваког дана, а овај број достиже хиљаду годишње.